# Shōhei Hoshino
Shōhei Hoshino (jap. 星野 翔平, Hoshino Shōhei; * 1. Januar 1992) ist ein japanischer Badmintonspieler. 

## Karriere
Shōhei Hoshino gewann bei den Welthochschulmeisterschaften 2012 Bronze im Mixed gemeinsam mit Shiho Tanaka und ebenfalls Bronze mit dem japanischen Team. Bei der Japan Super Series 2012 wurde er Neunter im Doppel und 17. im Mixed.